# Louise du Royaume-Uni (1867-1931)
Pour les articles homonymes, voir Louise du Royaume-Uni.
Louise du Royaume-Uni (Louise Victoria Alexandra Dagmar), née à Marlborough House à Londres le 20 février 1867 et morte à Marylebone le 4 janvier 1931, est un membre de la famille royale britannique, devenue duchesse de Fife.
Elle est le troisième enfant et la première fille du roi Édouard VII du Royaume-Uni et d'Alexandra de Danemark. Elle est la petite-fille aînée du roi Christian IX de Danemark et la jeune sœur du roi George V du Royaume-Uni. Elle est la cinquième porteuse du titre de princesse royale .

## Jeunesse

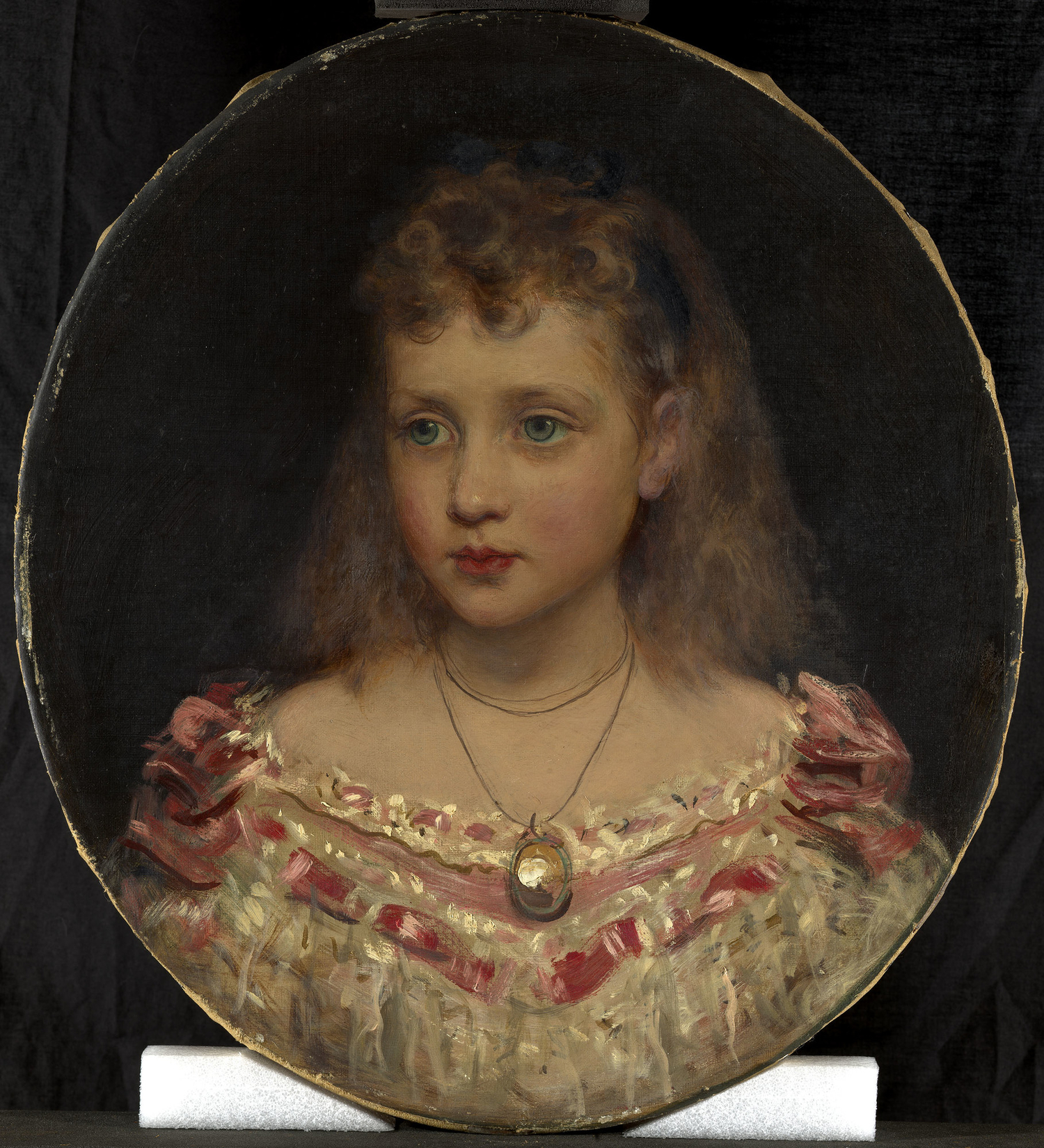
Portrait de la princesse Louise de Galles par James Sant en 1872 (Royal Collection)

La princesse Louise naît à Marlborough House, la résidence londonienne de ses parents, alors prince et princesse de Galles. Elle est baptisée à Marlborough House le 10 mai 1867 par Charles Thomas Longley, archevêque de Cantorbéry. Ses marraines sont : sa grand-mère maternelle Louise de Hesse-Cassel, ses tantes paternelles les princesses Alice, Helena et Louise du Royaume-Uni, sa tante maternelle Dagmar de Danemark et Augusta de Cambridge. Ses parrains sont : son oncle paternel par alliance Frédéric de Prusse, son oncle maternel Georges Ier de Grèce, ses grands-oncles maternels Frédéric de Hesse-Cassel et Charles de Schleswig-Holstein-Sonderbourg-Glücksbourg, et Édouard de Saxe-Weimar-Eisenach.
Elle passe une grande partie de son enfance à Sandringham House, la propriété de ses parents dans le Norfolk. Elle passe occasionnellement l'été au Danemark avec sa famille maternelle. Comme ses sœurs les princesses Victoria Alexandra et Maud, son éducation est assez limitée. Dans sa jeunesse, Louise est décrite comme une jeune fille très effacée.
Les trois sœurs sont demoiselles d'honneur au mariage de leur tante la princesse Béatrice du Royaume-Uni avec le prince Henri de Battenberg en 1885.

## Mariage

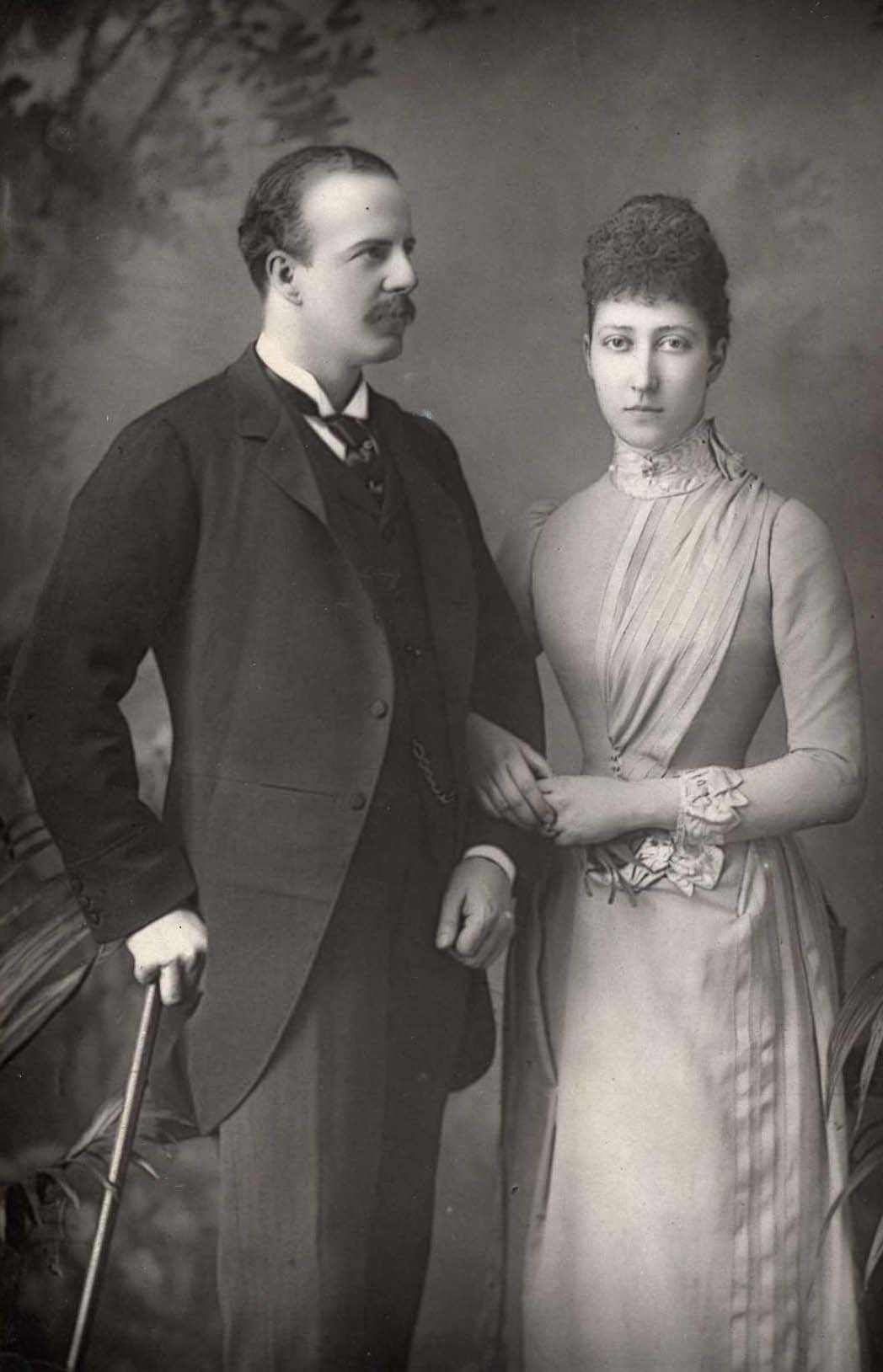
Le duc et la duchesse de Fife en 1889.

Malgré le souhait de sa mère de voir ses filles rester célibataires, elle épouse le 27 juin 1889 en la chapelle privée du palais de Buckingham Alexander Duff, sixième comte de Fife. Ses demoiselles d'honneur sont ses sœurs les princesses Victoria Alexandra et Maud du Royaume-Uni, sa cousine au second degré la princesse Mary de Teck, ses cousines Marie-Louise et Hélène-Victoria de Schleswig-Holstein, et ses cousines au troisième degré les comtesses Feodora, Helena et Victoria Gleichen.
Son mari devient le premier duc de Fife deux jours après leur mariage. Les lettres patentes créant ce duché prévoyait une succession en ligne masculine. Cependant, il finit par devenir évident que le couple n'aurait pas de fils. Ainsi, le 24 avril 1900, la reine Victoria émit de nouvelles lettres patentes créant un second duché de Fife et un second comté de Macduff dans la pairie du Royaume-Uni autorisant la fille aînée du couple à hériter du titre et à le transmettre à ses héritiers masculins.
Le couple a trois enfants :
- Alastair Duff, marquis de Macduff (mort-né en 1890),
- Lady Alexandra Duff (née le 17 mai 1891 et morte le 26 février 1959), princesse puis duchesse de Fife, épouse en 1913 le prince Arthur de Connaught,
- Lady Maud Duff (née le 3 avril 1893 et décédée le 14 décembre 1945), princesse de Fife, épouse en 1923 Charles Carnegie, 11e comte de Southesk.

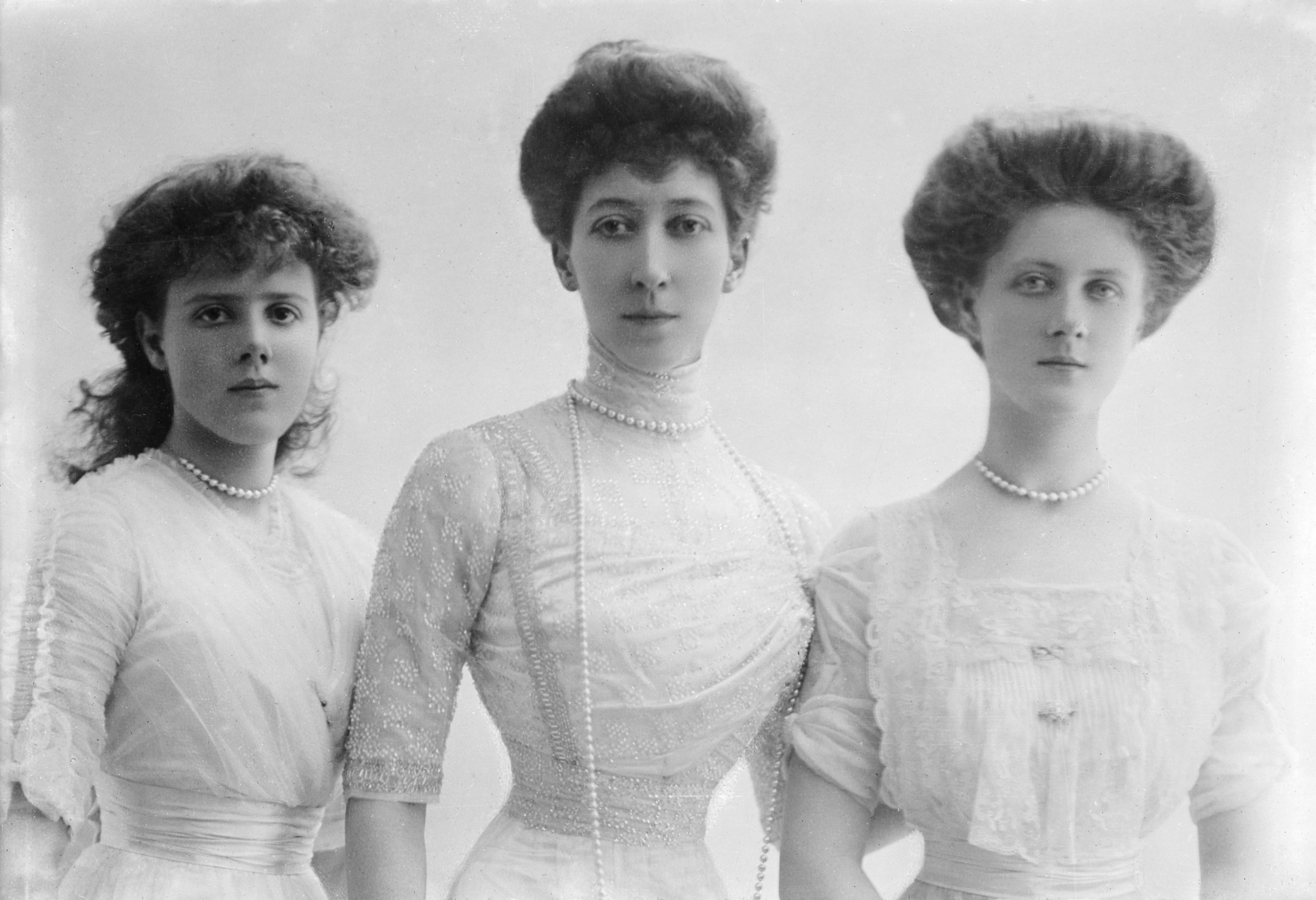
Louise avec ses filles en 1911.

Le couple s'installe à Mar Lodge, un pavillon de chasse qu'ils ont fait construire par Alexander Marshall Mackenzie.

## Princesse royale

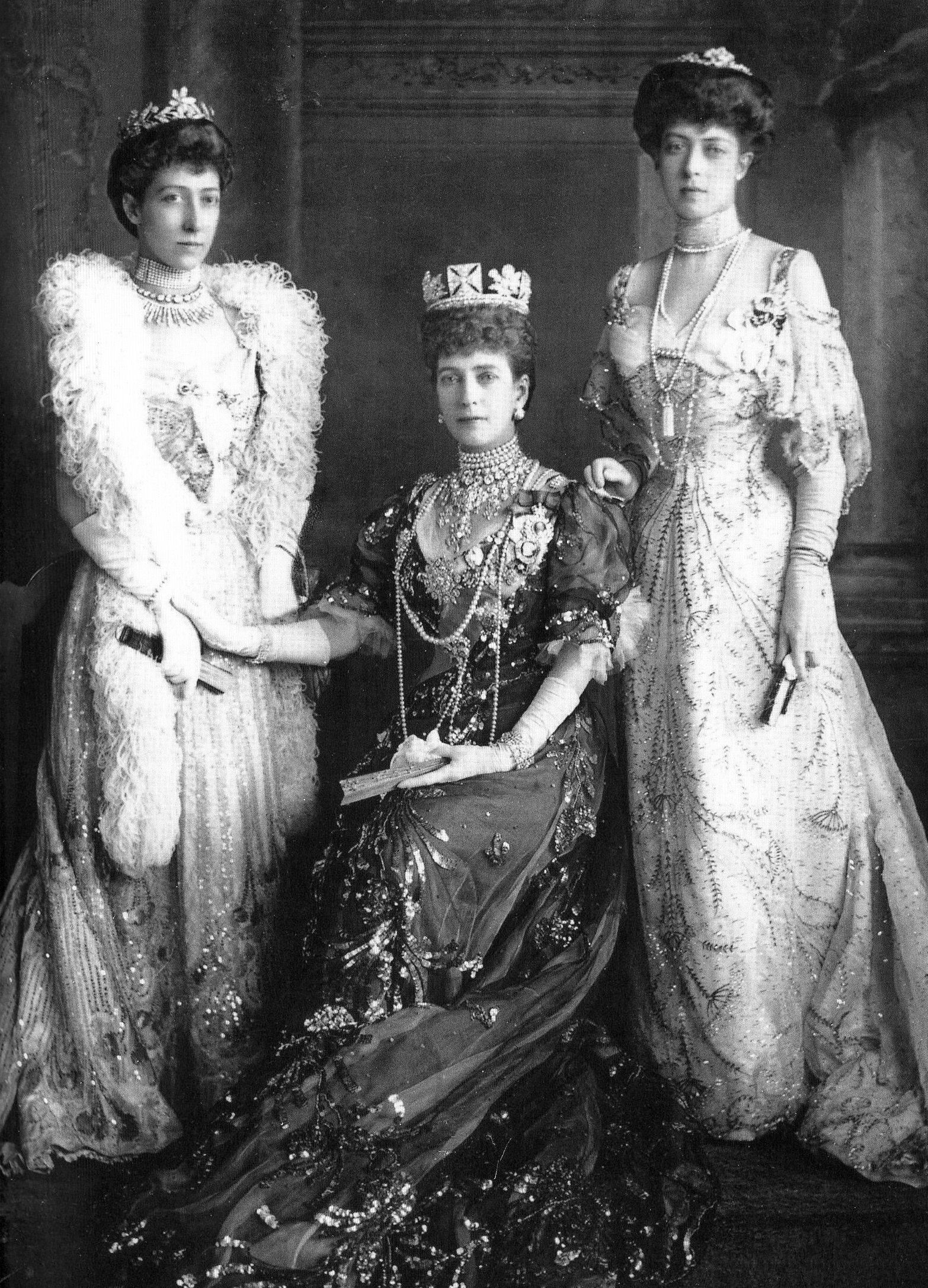
Louise, sa mère et sa sœur Victoria Alexandra le 15 juin 1905.

Le 9 novembre 1905, son père le roi Édouard VII lui accorde le titre de princesse royale, réservé à la fille aînée du souverain. Par la même occasion, il décide d'élever ses petites-filles Alexandra et Maud au rang de princesses. Cependant, connue pour sa personnalité calme et timide, Louise reste toute sa vie malgré sa position un membre discret et en retrait de la famille royale .
En décembre 1911, lors d'une croisière vers l'Egypte, le bateau de la princesse et de sa famille s'échoue sur les côtes marocaines . Personne n'est blessé, mais le duc de Fife contracte la pleurésie. Il meurt à Assouan, en janvier 1912, et la princesse Alexandra lui succède au duché de Fife .

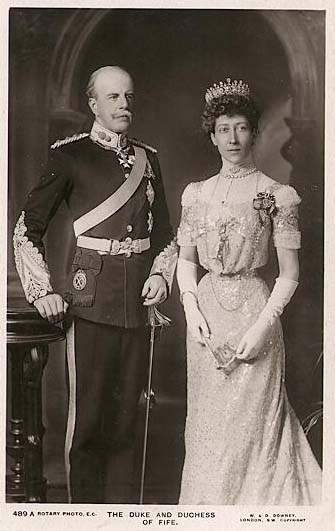
Le duc et la duchesse de Fife vers 1911.

Après la mort de époux, Louise vit recluse. Elle accompagne parfois sa mère et sa sœur Victoria Alexandra lors d'apparitions publiques. Les années précédant sa mort, Louise souffre d'une maladie du cœur . Octobre 1929, alors qu'elle réside à Mar Lodge, elle souffre d'une grave hémorragie gastrique et est ramenée en urgence à Londres. La princesse royale meurt quinze mois plus tard, en janvier 1931, à l'âge de 63 ans, dans sa résidence londonienne de Portman Square. Elle est d'abord inhumée en la chapelle Saint-Georges de Windsor avant que ses restes ne soient plus tard transférés en la chapelle privée de Mar Lodge à Braemar dans l'Aberdeenshire.

## Titulature
- Son Altesse Royale la princesse Louise du Royaume-Uni (1867-1889)
- Son Altesse Royale la comtesse de Fife (1889-1889)
- Son Altesse Royale la duchesse de Fife (1889-1905)
- Son Altesse Royale la princesse royale, duchesse de Fife (1905-1931)

## Honneurs et distinctions
- 1885 : Dame de l'Ordre royal de Victoria et Albert
- 6 août 1887 : Dame de l'Ordre de la Couronne d'Inde
- 1888 : Dame du Très vénérable ordre de Saint-Jean (grand-croix en 1929)
- 15 mars 1910 : Dame grand-croix de l'ordre de Sainte-Catherine
- 1914 : Colonel-en-chef du 7ème régiment des Dragoon Guards[8]
- 1922 : Colonel-en-chef du 4ème régiment des Royal Dragoon Guards[8]